# Zalman King
Zalman King, właściwie Zalman Lefkovitz (ur. 23 maja 1942 w Trenton, w stanie New Jersey, zm. 3 lutego 2012 w Los Angeles) – amerykański reżyser, scenarzysta, aktor i producent filmowy.

## Kariera
Ekranową karierę rozpoczął jako aktor w jednym z odcinków serialu CBS Godzina z Alfredem Hitchcockiem (The Alfred Hitchcock Hour, 1964) u boku Jamesa Caana i Waltera Koeniga, gdzie zagrał postać Fisha, członka gangu. Następnie pojawił się w serialach: NBC Bonanza (1966) jako Pete i ABC Aniołki Charliego (Charlie’s Angels, 1979) w roli Harry’ego Owensa. W dramacie Spisek Paschy (The Passover Plot, 1976) wcielił się w rolę Jezusa. Za rolę adwokata Aarona Silvermana w serialu ABC Młodzi prawnicy (The Young Lawyers, 1970–1971) zdobył nominację do nagrody Złotego Globu.
Debiutował jako reżyser melodramatu Spotkanie dwóch księżyców (Two Moon Junction, 1988) z Sherilyn Fenn, Louise Fletcher, Millą Jovovich i Martinem Hewittem oraz dramatu Dziki ogień (Wildfire, 1988) z udziałem Stevena Bauera, Lindy Fiorentino i Willa Pattona. Jego scenariusz melodramatu Adriana Lyne’a 9 1/2 tygodnia (9 ½ Weeks, 1986) z Kim Basinger i Mickeyem Rourke doczekał się nominacji do antynagrody Złotej Maliny. Wyreżyserował na podstawie swojego scenariusza melodramat Dzika orchidea (Wild Orchid, 1990) z udziałem Mickeya Rourke, Jacqueline Bisset i Bruce’a Greenwooda oraz sequel Dzika Orchidea 2 (Wild Orchid II: Two Shades of Blue, 1992) z Niną Siemaszko, Tomem Skerrittem i Robertem Davi.
Był mężem scenarzystki i producentki filmowej Patricji Louisianny Knop, która urodziła ich obie córki – Chloe i Gillian Lefkowitz.